# Lampi nel sole
Lampi nel sole (Thunder in the Sun) è un film del 1959 diretto da Russell Rouse.
È un western statunitense con Susan Hayward, Jeff Chandler e Jacques Bergerac.

## Trama
Una carovana di emigranti baschi, provenienti dai Pirenei francesi, attraversa il deserto per raggiungere la California con il progetto di coltivare vigneti per produrre il vino. Il capo carovana muore accidentalmente e sua moglie Gabrielle ne prende il posto. Ai numerosi pericoli che il viaggio presenta, fra cui un attacco degli indiani, si aggiungono le tensioni sentimentali che si sviluppano intorno a Gabrielle che, contesa dal cognato e da una guida, finirà col preferire quest'ultimo all'altro.

## Produzione
Il film, diretto da Russell Rouse su una sceneggiatura dello stesso Rouse e di Stewart Stern e un soggetto di James Hill e Guy Trosper, fu prodotto da Clarence Greene per la Carrollton Inc. e la Seven Arts Productions e girato nelle Alabama Hills a Lone Pine, California, dal 21 luglio al 29 agosto 1958. I brani della colonna sonora Mon Petit e Thunder in the Sun furono composti da Ned Washington (parole) e Cyril Mockridge (musica). Per i ruoli di Andre e Louise Dauphin, affidati a Carl Esmond e a Blanche Yurka, erano stati fatti i nomi di Jean Gabin e di Katina Paxinou. Inizialmente era stata annunciata la partecipazione al film degli attori Ernest Borgnine e Sal Mineo che non si è però concretizzata. Originario dei Paesi Baschi, l'attore Jacques Bergerac apporta, recitando con il suo accento, un tocco di autenticità al personaggio dell'aitante Pepe, e anche Susan Hayward recita con accento francese per conferire credibilità alla figura di Gabrielle.

## Distribuzione
Il film fu distribuito con il titolo Thunder in the Sun negli Stati Uniti dall'8 aprile 1959 al cinema dalla Paramount Pictures.
Altre distribuzioni:
- in Francia il 24 giugno 1959 (Caravane vers le soleil)
- in Giappone l'11 luglio 1959
- in Italia il 4 settembre 1959
- in Germania Ovest il 5 novembre 1959 (Donner in der Sonne)
- in Messico il 19 novembre 1959 (Tormenta bajo el sol)
- in Danimarca il 20 novembre 1959 (Torden i solen)
- in Austria l'11 dicembre 1959 (Donner in der Sonne)
- in Finlandia l'11 dicembre 1959 (Ukkosta auringossa) (Verisen kullan maa)
- in Spagna il 17 luglio 1961 (El desfiladero de la muerte)
- in Brasile (Sol e Sangue)
- in Grecia (Keravnos ston ilio)
- in Italia (Lampi nel sole)

## Critica
Secondo il Morandini il film è un "western melodrammatico di viaggio con un'insolita ambientazione e una suggestiva fotografia".

## Promozione
La tagline è: The Sun Never Blazed On A More Savage Saga!